# 韋恩鎮區 (愛荷華州米切爾縣)
韋恩鎮區（英語：Wayne Township）是位於美國愛荷華州米切爾縣的一個行政鎮區。

## 地方資料
根據2010年美國人口普查的數據，韋恩鎮區的面積為76.60平方千米，當中陸地面積為76.60平方千米，而水域面積為0.00平方千米。當地共有人口373人，而人口密度為每平方千米4.87人。